# Euproctis monophyes
Euproctis monophyes är en fjärilsart som beskrevs av Swinhoe 1906. Euproctis monophyes ingår i släktet Euproctis och familjen tofsspinnare. Inga underarter finns listade i Catalogue of Life.